# Próton
O próton (português brasileiro) ou protão (português europeu) é uma partícula subatômica, de símbolo p ou p+, com uma carga elétrica positiva de +1 e uma carga elementar de 1,6×10 -19 C. Os prótons e os nêutrons possuem uma massa de aproximadamente 1 unidade de massa atômica, cerca de 1,66×10-24g e são referidos coletivamente como "núcleons". Prótons estão presentes no núcleo de um átomo; o número de prótons no núcleo é conhecido como número atômico. Uma vez que cada elemento tem um único número de prótons, cada elemento tem o seu próprio número atômico. A palavra próton significa em grego "primeiro", e esse nome foi dado ao núcleo de hidrogênio por Ernest Rutherford em 1920. Nos anos anteriores, Rutherford descobriu que o núcleo de hidrogênio (conhecido por ser o núcleo mais leve) podia ser extraído dos núcleos de nitrogênio por colisão. O próton foi, portanto, um candidato a ser uma partícula fundamental e um bloco de construção para nitrogênio e todos os outros núcleos atômicos mais pesados.
No moderno modelo padrão da física de partículas, o próton é um hádron, e como o nêutron, o outro núcleon (partículas presentes no núcleo atômico), é composto por três quarks. Embora o próton foi inicialmente considerado uma partícula fundamental, um próton é agora compreendido a ser composto por três quarks: dois quarks up e um quark down. Pensa-se que as massas de repouso dos quarks contribuem apenas cerca de 1% da massa do próton. O restante da massa dos prótons se deve à energia cinética dos quarks e à energia dos campos de glúons que ligam os quarks juntos.
Já que o próton não é uma partícula fundamental, ele possui um tamanho físico —  O raio do próton é 0,833 fm.
O próton livre (um próton que não está ligado a núcleons ou elétrons) é uma partícula estável que não tenha sido observada para separar espontaneamente a outras partículas. Prótons livres são encontrados naturalmente em várias situações em que as energias ou as temperaturas são altas o suficiente para separá-los de elétrons, para que eles tenham alguma afinidade.Os prótons podem viajar a incríveis 299.792.455 metros por segundo, ou 99,999999% da velocidade da luz . Prótons livres existem em plasmas em que a temperatura é bastante elevada para permitir que eles se combinem com os elétrons. Prótons livres de alta energia e velocidade compõem 90% dos raios cósmicos, que se propagam no vácuo em distâncias interestelares. Prótons livres são emitidos diretamente de núcleos atômicos em alguns tipos raros de decaimento radioativo. Prótons também resultam (junto com os elétrons e os antineutrinos) do decaimento radioativo de nêutrons livres, que são instáveis.
Em temperaturas suficientemente baixas, prótons livres ligam-se aos elétrons. No entanto, as propriedades de tais prótons ligados não mudam, e eles permanecem prótons. Um próton em um rápido movimento através da matéria vai desacelerar por conta das interações com elétrons e núcleos, até que ele seja capturado pela nuvem eletrônica de um átomo. O resultado é um átomo protonado, que é um composto químico de hidrogênio. No vácuo, quando os elétrons livres estão presentes, um próton suficientemente lento pode pegar um único elétron livre, tornando-se um átomo de hidrogênio neutro, que é quimicamente um radical livre. Tais "átomos de hidrogênio livres" tendem a reagir quimicamente com muitos outros tipos de átomos em energias suficientemente baixas. Quando os átomos de hidrogênio livres reagem uns com os outros, eles formam moléculas neutras de hidrogênio (H2), que é o componente molecular mais comum de nuvens moleculares no espaço interestelar. Tais moléculas de hidrogênio na Terra podem, então, servir (entre muitos outros usos) como uma fonte conveniente de prótons para aceleradores (como o utilizado na terapia de prótons) e em outros experimentos de física de partículas com hádrons que exigem  que prótons acelerem, com o mais notável exemplo sendo o acelerador de partículas Large Hadron Collider.

## História
Em 1886, o físico alemão Eugen Goldstein criou um tubo e observou que, quando ocorriam descargas elétricas através do tubo contendo um gás rarefeito, surgiam raios que apresentavam massa e carga elétrica positiva.
Esses raios foram denominados de raios canais. Posteriormente, o neozelandês Ernest Rutherford verificou que os raios canais originários do hidrogênio possuíam a menor carga positiva conhecida até então. A essa unidade eletricamente carregada positivamente deu-se o nome de próton.

## Características físicas

Representação esquemática do modelo atômico de Bohr: os prótons, de carga positiva, e os nêutrons, sem carga, constituem o núcleo. Ao redor giram os elétrons, de carga negativa.

Prótons são férmions de spin-½ e são compostos por três quarks de valência, tornando-os bárions (um sub-tipo de hádrons). Os dois quarks up e um quark down pertencentes ao próton são mantidos unidos pela força forte, mediada pelos glúons.:21-22 Uma perspectiva moderna tem o próton composto por quarks de valência (up, up, down), pelos glúons e pares transitórios de mar de quarks. O próton tem aproximadamente um exponencial decaimento de carga positiva de distribuição com um raio quadrado médio de cerca de 0,8 fm.
Prótons e nêutrons são ambos núcleons, que podem ser unidos pela força nuclear para formar núcleos atômicos. O núcleo do isótopo mais comum do átomo de hidrogênio (com o símbolo químico "H") é um próton sozinho. Os núcleos do hidrogênio pesado dos isótopos deutério e trítio contêm um próton ligado a um e dois nêutrons, respectivamente. Todos os outros tipos de núcleos atômicos são compostos por dois ou mais prótons e diferentes números de nêutrons.
- A massa real de um próton é de, aproximadamente, 1,673 · 10−27 kg ou 1,007276 u. Entretanto, atribui-se-lhe uma massa relativa de valor 1.
- A carga elétrica real do próton é de, aproximadamente, 1,6 · 10−19 coulombs. Porém, do mesmo modo que à massa, atribuiu-se uma carga relativa de +1.
- O próton é formado por dois quarks up e um down, sendo escrito como: uud.

Comparativamente:
- O nêutron tem carga elétrica nula e é ligeiramente mais pesado que o próton.
- O elétron apresenta a mesma carga que o próton, porém de sinal contrário. Entretanto, é 1836 vezes mais leve (1/1836).

## Na química e bioquímica
Na química e bioquímica , a palavra próton é frequentemente usada como um sinônimo para o íon molecular de hidrogênio (H+) em vários contextos:
1. A transferência do H+ em uma reação ácido-base é descrita como a transferência de um próton. Um ácido é tido como um doador de próton e uma base como um receptor de próton.
2. O íon de hidrogênio (H3O+) em uma solução aquosa corresponde ao íon de hidreto de hidrogênio. Frequentemente a molécula da água é ignorada e o íon é escrito simplesmente como H+(aq) ou finalmente H+, e tratado como um próton.